# 64ste Oscaruitreiking
De 64ste Oscaruitreiking, waarbij prijzen werden uitgereikt aan de beste prestaties in films uit 1991, vond plaats op 30 maart 1992 in het Dorothy Chandler Pavilion in Los Angeles. De ceremonie werd voor de derde keer gepresenteerd door de Amerikaanse acteur Billy Crystal. De genomineerden werden op 19 februari bekendgemaakt door Karl Malden, voorzitter van de Academy, en actrice Kathleen Turner in het Samuel Goldwyn Theater te Beverly Hills.
De grote winnaar van de avond was The Silence of the Lambs, met in totaal zeven nominaties en vijf Oscars. The Prince of Tides was genomineerd voor zeven Oscars, maar wist geen enkele nominatie te verzilveren.

## Winnaars en genomineerden
De winnaars staan bovenaan in vet lettertype.

#### Beste film
- The Silence of the Lambs
  - Beauty and the Beast
  - Bugsy
  - JFK
  - The Prince of Tides

#### Beste regisseur
- Jonathan Demme - The Silence of the Lambs
  - Barry Levinson - Bugsy
  - Ridley Scott - Thelma & Louise
  - John Singleton - Boyz n the Hood
  - Oliver Stone - JFK

#### Beste mannelijke hoofdrol
- Anthony Hopkins - The Silence of the Lambs
  - Warren Beatty - Bugsy
  - Robert De Niro - Cape Fear
  - Nick Nolte - The Prince of Tides
  - Robin Williams - The Fisher King

#### Beste vrouwelijke hoofdrol
- Jodie Foster - The Silence of the Lambs
  - Geena Davis - Thelma & Louise
  - Laura Dern - Rambling Rose
  - Bette Midler - For the Boys
  - Susan Sarandon - Thelma & Louise

#### Beste mannelijke bijrol
- Jack Palance - City Slickers
  - Tommy Lee Jones - JFK
  - Harvey Keitel - Bugsy
  - Ben Kingsley - Bugsy
  - Michael Lerner - Barton Fink

#### Beste vrouwelijke bijrol
- Mercedes Ruehl - The Fisher King
  - Diane Ladd - Rambling Rose
  - Juliette Lewis - Cape Fear
  - Kate Nelligan - The Prince of Tides
  - Jessica Tandy - Fried Green Tomatoes

#### Beste originele scenario
- Thelma & Louise - Callie Khouri
  - Boyz n the Hood - John Singleton
  - Bugsy - James Toback
  - The Fisher King - Richard LaGravenese
  - Grand Canyon - Lawrence Kasdan en Meg Kasdan

#### Beste bewerkte scenario
- The Silence of the Lambs - Ted Tally
  - Europa Europa - Agnieszka Holland
  - Fried Green Tomatoes - Fannie Flagg en Carol Sobieski
  - JFK - Oliver Stone en Zachary Sklar
  - The Prince of Tides - Pat Conroy en Becky Johnston

#### Beste niet-Engelstalige film
- Mediterraneo - Italië
  - Children of Nature - IJsland
  - The Elementary School - Tsjecho-Slowakije
  - The Ox - Zweden
  - Raise the Red Lantern - Hongkong

#### Beste documentaire
- In the Shadow of the Stars - Allie Light en Irving Saraf
  - Death on the Job - Vince DiPersio en William Guttentag
  - Doing Time: Life Inside the Big House - Alan Raymond en Susan Raymond
  - The Restless Conscience - Hava Kohav Beller
  - Wild by Law - Lawrence Hott en Diane Garey

#### Beste camerawerk
- JFK - Robert Richardson
  - Bugsy - Allen Daviau
  - The Prince of Tides - Stephen Goldblatt
  - Terminator 2: Judgment Day - Adam Greenberg
  - Thelma & Louise - Adrian Biddle

#### Beste montage
- JFK - Joe Hutshing en Pietro Scalia
  - The Commitments - Gerry Hambling
  - The Silence of the Lambs - Craig McKay
  - Terminator 2: Judgment Day - Conrad Buff, Mark Goldblatt en Richard A. Harris
  - Thelma & Louise - Thom Noble

#### Beste artdirection
- Bugsy - Dennis Gassner en Nancy Haigh
  - Barton Fink - Dennis Gassner en Nancy Haigh
  - The Fisher King - Mel Bourne en Cindy Carr
  - Hook - Norman Garwood en Garrett Lewis
  - The Prince of Tides - Paul Sylbert en Caryl Heller

#### Beste originele muziek
- Beauty and the Beast - Alan Menken
  - Bugsy - Ennio Morricone
  - The Fisher King - George Fenton
  - JFK - John Williams
  - The Prince of Tides - James Newton Howard

#### Beste originele nummer
- "Beauty and the Beast" uit Beauty and the Beast - Muziek: Alan Menken, tekst: Howard Ashman
  - "Belle" uit Beauty and the Beast - Muziek: Alan Menken, tekst: Howard Ashman
  - "Be Our Guest" uit Beauty and the Beast - Muziek: Alan Menken, tekst: Howard Ashman
  - "(Everything I Do) I Do It for You" uit Robin Hood: Prince of Thieves - Muziek: Michael Kamen, tekst: Bryan Adams en Robert John Lange
  - "When You're Alone" uit Hook - Muziek: John Williams, tekst: Leslie Bricusse

#### Beste geluid
- Terminator 2: Judgment Day - Tom Johnson, Gary Rydstrom, Gary Summers en Lee Orloff
  - Backdraft - Gary Summers, Randy Thom, Gary Rydstrom en Glenn Williams
  - Beauty and the Beast - Terry Porter, Mel Metcalfe, David J. Hudson en Doc Kane
  - JFK - Michael Minkler, Gregg Landaker en Tod A. Maitland
  - The Silence of the Lambs - Tom Fleischman en Christopher Newman

#### Beste geluidseffectbewerking
- Terminator 2: Judgment Day - Gary Rydstrom en Gloria S. Borders
  - Backdraft - Gary Rydstrom en Richard Hymns
  - Star Trek VI: The Undiscovered Country - George Watters II en F. Hudson Miller

#### Beste visuele effecten
- Terminator 2: Judgment Day - Dennis Muren, Stan Winston, Gene Warren jr. en Robert Skotak
  - Backdraft - Mikael Salomon, Allen Hall, Clay Pinney en Scott Farrar
  - Hook - Eric Brevig, Harley Jessup, Mark Sullivan en Michael Lantieri

#### Beste kostuumontwerp
- Bugsy - Albert Wolsky
  - The Addams Family - Ruth Myers
  - Barton Fink - Richard Hornung
  - Hook - Anthony Powell
  - Madame Bovary - Corinne Jorry

#### Beste grime
- Terminator 2: Judgment Day - Stan Winston en Jeff Dawn
  - Hook - Christina Smith, Monty Westmore en Greg Cannom
  - Star Trek VI: The Undiscovered Country - Michael Mills, Edward French en Richard Snell

#### Beste korte film
- Session Man - Seth Winston en Rob Fried
  - Birch Street Gym - Stephen Kessler en Thomas R. Conroy
  - Last Breeze of Summer - David M. Massey

#### Beste korte animatiefilm
- Manipulation - Daniel Greaves
  - Blackfly - Christopher Hinton
  - Strings - Wendy Tilby

#### Beste korte documentaire
- Deadly Deception: General Electric, Nuclear Weapons and Our Environment - Debra Chasnoff
  - Birdnesters of Thailand ("Shadow Hunters") - Éric Valli en Alain Majani
  - A Little Vicious - Immy Humes
  - The Mark of the Maker - David McGowan
  - Memorial: Letters from American Soldiers - Bill Couturié en Bernard Edelman

#### Irving G. Thalberg Memorial Award
- George Lucas

#### Ere-award
- Satyajit Ray, ter erkenning van zijn zeldzame beheersing van de kunst van films en van zijn diepgaande humanitaire kijk, die een onuitwisbare invloed heeft gehad op filmmakers en publiek over de hele wereld.[2]

## Films met meerdere nominaties
De volgende films ontvingen meerdere nominaties:
| Nominaties | Film                                   | Awards |
| ---------- | -------------------------------------- | ------ |
| 10         | Bugsy                                  | 2      |
| 8          | JFK                                    | 2      |
| 7          | The Prince of Tides                    |        |
| 7          | The Silence of the Lambs               | 5      |
| 6          | Beauty and the Beast                   | 2      |
| 6          | Terminator 2: Judgment Day             | 4      |
| 6          | Thelma & Louise                        | 1      |
| 5          | The Fisher King                        | 1      |
| 5          | Hook                                   |        |
| 3          | Backdraft                              |        |
| 3          | Barton Fink                            |        |
| 2          | Boyz n the Hood                        |        |
| 2          | Cape Fear                              |        |
| 2          | Fried Green Tomatoes                   |        |
| 2          | Rambling Rose                          |        |
| 2          | Star Trek VI: The Undiscovered Country |        |